# Pengepolitik
Pengepolitik er de handlinger, en centralbank foretager for at påvirke et lands makroøkonomiske situation (inflation, beskæftigelse, produktion, valutakurs mv.).

## Pengepolitiske mål og midler
Et typisk mål for pengepolitikken er at holde inflationen på et stabilt og ikke for højt niveau. Et andet vigtigt mål kan være at medvirke til at stabilisere de indenlandske konjunkturer, dvs. undgå for store udsving i ledighed og BNP-vækst.
Centralbanker styrer ofte efter mere umiddelbare og operationelle mellemmål, hvis realisering forventes at føre til, at de ultimative mål opnås. Tre eksempler på mulige mellemmål er
- inflationsmålsætning
- fastkurspolitik
- pengemængdemålsætning

De tre nævnte mellemmål kan alle resultere i stabil og lav inflation – for fastkurspolitikkens vedkommende, hvis det valutaområde, der føres fastkurs i forhold til, selv har en stabil og lav inflation.
Den konkrete pengepolitik føres typisk ved at påvirke renteniveauet i økonomien. Dette kan ske direkte ved at hæve eller sænke de pengepolitiske renter, dvs. de renter, som en centralbank selv fastsætter. Alternativt kan det ske indirekte ved at sælge eller købe rentebærende aktiver på de finansielle markeder (og derved samtidig udvide eller indskrænke pengemængden), hvilket vil påvirke prisen på de pågældende værdipapirer og dermed markedsrenten. Ændringer i renten påvirker virksomhedernes og de private forbrugeres omkostninger ved at låne og spare op, hvilket påvirker investeringer og forbrug. Samtidig vil ændringer i renteniveauet påvirke efterspørgslen efter indenlandske værdipapirer i forhold til udenlandske og dermed valutakursen.
I en økonomi, der ikke fører fastkurspolitik, kan pengepolitikken bruges til at påvirke den generelle konjunkturudvikling. Pengepolitikken kan være ekspansiv eller kontraktiv.

## Ekspansiv pengepolitik
Den ekspansive pengepolitiks formål er at sætte gang i økonomien, hvis den befinder sig i en lavkonjunktur. Hvis renten falder, bliver virksomhederne mere villige til at låne penge til investeringer. Et rentefald kan også tænkes at stimulere det private forbrug; i en åben økonomi vil en lavere rente desuden normalt medføre, at valutakursen falder, hvilket forbedrer konkurrenceevnen og derfor medfører større eksport og mindre import.

## Kontraktiv pengepolitik
Den kontraktive pengepolitik virker modsat den ekspansive. Den benyttes primært i en højkonjunktur, hvor der er fare for overophedning og for høje inflationsniveauer og derfor behov for at lægge en dæmper på økonomien. Det kan ske ved at hæve renten, hvorved det modsatte sker: Investeringer og privat forbrug dæmpes, og hvis valutakursen stiger som følger af renteændringen, vil det i sig selv formindske nettoeksporten.

## Eksempler

### Danmarks pengepolitik
Danmarks Nationalbank er ansvarlig for pengepolitikken i Danmark. Da Danmark er medlem af ERM II, er formålet med pengepolitikken i Danmark udelukkende indrettet på at sørge for, at kronens valutakurs over for euroen holdes stabil. Nationalbanken kan dermed ikke samtidig føre selvstændig pengepolitik med henblik på at påvirke de indenlandske konjunkturer. Ved at føre fastkurspolitik vil Danmark naturligt i det lange løb få samme inflation som i Euroland. Så længe inflationsniveauet her er lavt - hvilket er en hovedopgave for Den Europæiske Centralbank at sikre, jf. nedenfor - vil fastkurspolitikken dermed også medføre en tilsvarende lav inflation i Danmark. Fastkurspolitikken sikres i det daglige ved, at Nationalbanken køber og sælger valuta på valutamarkederne. Er der behov for større tiltag, kan Nationalbanken hæve eller sænke sine pengepolitiske renter.

### Pengepolitik i Eurozonen
Pengepolitikken i Eurozonen varetages af Den Europæiske Centralbank (ECB). Dens primære mål er at opretholde et stabilt prisniveau, hvilket fortolkes som en årlig inflationsrate, der er tæt på, men mindre end 2 pct. Er det muligt indenfor rammerne af dette overordnede mål, kan ECB også tage hensyn til den øvrige konjunktursituation. Dvs. at centralbanken også kan indrette sin pengepolitik med henblik på at fastholde en stabil beskæftigelse i eurolandene, så længe det ikke går ud over mulighederne for at holde inflationen stabil. ECB’s primære pengepolitiske instrumenter er markedsoperationer, stående faciliteter (dag-til-dag indlåns- og udlånsmuligheder for forretningsbankerne til renteniveauer, som ECB fastsætter) og reservekrav.

### Pengepolitik i USA
I USA er det the Federal Reserve System (FED), der står for pengepolitikken. De officielle mål for FED's pengepolitik er mangfoldige: Størst mulig beskæftigelse, stabile priser og moderate langfristede renteniveauer. I modsætning til ECB’s målsætning har der traditionelt ikke været en klar prioritering mellem de enkelte mål, i de tilfælde hvor opfyldelsen af de forskellige mål ville tilsige en modsatrettet pengepolitik (f.eks. en situation, hvor både ledigheden og inflationen er ret høj). Det er historisk blevet opfattet sådan, at FED’s ledelse har en meget udstrakt frihed, også mere vidtgående end andre centralbanker, til selv at definere, hvad der er en passende pengepolitik i enhver given situation. FED’s pengepolitiske instrumenter er åbne markedsoperationer, pengepolitiske renter og reservekrav. Siden 2012 har FED imidlertid haft et officielt erklæret inflationsmål på 2 % som sit overordnede pengepolitiske mål.